# ضغط البيانات عديم الخسارة
ضغط البيانات من غير خسارة (بالإنجليزية: Lossless data compression)‏ هي طريقة لضغط البيانات تضغط ملفاً من خلال تسجيل البيانات التي تحتوي عليها في أسلوب مكتتر أكثر. لا تؤدي طريقة الضغط هذه إلى خسارة أي من البيانات الأصلية عند فك الضغط.
يستعمل الضغط غير المضيع مع ملفات البرامج والصور، كصورة الأشعة السينية الطبية، حيث لا يمكن تحمل خسارة أي بيانات.